# Frontera entre l'Iran i Qatar
La frontera entre l'Iran i Qatar és la frontera marítima internacional que separa l'Iran de Qatar. Està situada al golf Pèrsic i fou acordada el 20 de setembre de 1969. En juny de 1971 el tractat va ser formalitzat amb una línia de demarcació de sis punts
- El punt (1) es defineix com el punt més occidental de la part més occidental del límit nord de la plataforma continental de Qatar format per una línia d'azimut geodèsic de 278 graus i 14 minuts 27 segons a l'oest del punt 2 "
- Punt (2) 27 ° 00 '35 "51 ° 23' 00" (trifini amb Bahrain)
- Punt (3) 26 ° 56 '20 "51 ° 44' 05"
- Punt (4) 26 ° 33 '25 "52 ° 12 '10"
- Punt (5) 26 ° 06 '20 "52 ° 42 '30"
- Punt (6) 25 ° 31 '50 "53 ° 02' 05" (trifini amb Emirats Àrabs Units)